# بخش کوهنجان
بخش کوهنجان یکی از بخش‌های شهرستان سروستان در استان فارس ایران است.

## جمعیت
بر اساس سرشماری عمومی ۱۳۹۵، جمعیت بخش کوهنجان ۱۱،۲۵۳ نفر (در ۳۳۲۷ خانوار) بوده‌است.